# Jugendstil

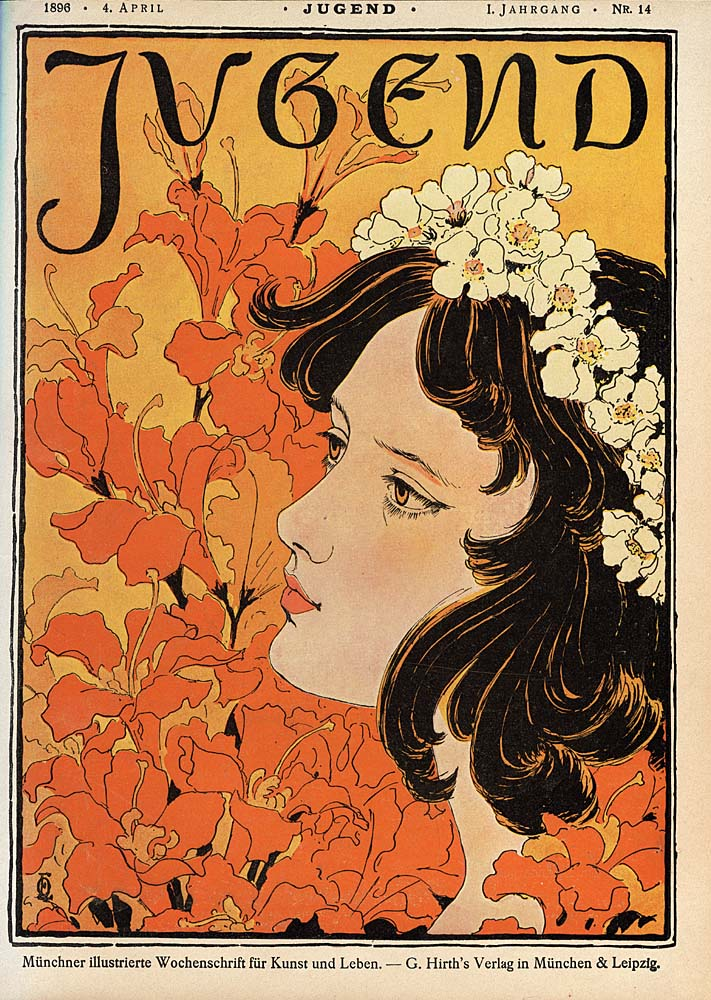
Copertă a revistei Jugend de Otto Eckmann (1896)

Jugendstil („Stilul Tinereții” sau „Stilul Tineretului”) este varianta germană a Art Nouveau, denumită astfel după jurnalul artistic Jugend („Tinerețe” sau „Tineret”), care a apărut la München în perioada Belle Époque. În Austro-Ungaria echivalentul Jugendstil a fost Secesiunea vieneză. 

## Jugend
Revista a fost fondată în 1896 de Georg Hirth, care a rămas redactor până la moartea sa, în 1916. Revista a supraviețuit până în 1940. La începutul secolului al XX-lea Jugendstil era aplicat numai artelor grafice. Se referea în special la formele de tipografie și design grafic găsite în reviste germane ca Jugend, Pan și Simplicissimus.  Jugendstil a fost ulterior aplicat la alte versiuni ale Art Nouveau-ului în Germania sau Olanda. Termenul a fost împrumutat din germană de mai multe limbi ale statelor baltice și țărilor nordice ca să descrie Art Nouveau-ul.
În 1892 Georg Hirth a ales numele de Secesiunea din München pentru Asociația Artiștilor Vizuali din München. Secesiunea vieneză, fondată în 1897,  și Secesiunea berlineză și-au luat numele de la grupul din München.
Jurnalele Jugend și Simplicissimus, publicate în München, și Pan, publicate în Berlin, au fost promotori importanți ai Jugendstilului. Arta Jugendstil a combinat curbe sinuoase și linii mai geometrice, și a fost folosită pentru copertele de romane, reclame și afișe expoziționale. Designerii au creat adesea stiluri de fonturi originale care au funcționat armonios cu imaginea, un exemplu fiind fontul Arnold Böcklin din 1904.
Otto Eckmann a fost unul din cei mai proeminenți artiști germani asociați atât cu revista Jugend, cât și cu Pan.  Animalul său preferat a fost lebada și influența sa a fost atât de mare, încât lebada a ajuns să servească drept simbol al întregii mișcări. Un alt designer important stilului a fost Richard Riemerschmid, care a creat mobilă, ceramică și alte obiecte decorative într-un stil sobru, geometric, care tinde spre Art Deco. Artistul elvețian Hermann Obrist, care locuiește în München, a ilustrat motivul coup de fouet sau whiplash, o curbă dublă foarte stilizată.